# デリケートに好きして/パジャマのままで
『デリケートに好きして/パジャマのままで』（デリケートにすきして、パジャマのままで、英名：Fall In Love Delicately and Staying in My Pajamas）は、1983年7月25日に徳間音楽工業から発売、アニメージュレコードから販売された太田貴子の1stレコード。ANS-2007。

## 概要
太田貴子がヒロインを務め日本テレビが全国ネットで放送していたテレビアニメ・『魔法の天使クリィミーマミ』のオープニングテーマ及び第1期エンディングテーマ。また放送終了後のOVA・『魔法の天使クリィミーマミ 永遠のワンスモア』のオープニングテーマ及びエンディングテーマ。
2008年12月24日にセルフカバー版として「デリケートに好きして（21st century ver.）」をリリースし、2021年11月27日にティームエンタテインメントから再リリースした。

### デリケートに好きして
同番組のオープニングテーマとして使用され、オープニングアニメーションはもりやまゆうじが担当した。
前期(1～26話)と後期(27～52話)でオープニング映像の一部が異なり、前期はサビ突入前の変身シーンでクリィミーステッキによる変身で作中でも登場するステージカーで熱唱し、新しい魔法道具が登場する第27話以降はルミナスターを用いて変身しステージで熱唱する。

劇中では第2話での歌唱シーンを皮切りに、第3話～5話、11話、13話、マミの変身が露呈する25・26話、そしてマミのファイナルコンサートを描く50～52話までの最終3話と多くのエピソードで象徴的に用いられた。

### パジャマのままで
同番組の前期及び最終回のエンディングテーマとして使用され、アニメーションはオープニング同様にもりやまゆうじが担当した。
作中では『デリケートに好きして』同様にマミの歌唱曲として使われており、4話で新曲として披露されたのち、43話、最終3話の内の51話と52話、そして最終回のエンドテーマとしてその後の優たちの姿を描いた新規映像と共に流れた。

## 収録内容
| 全作詞・作曲: 古田喜昭、全編曲: 大村雅朗。 |                          |          |            |      |
| #                                          | タイトル                 | 作詞     | 作曲・編曲 | 時間 |
| 1.                                         | 「デリケートに好きして」 | 古田喜昭 | 古田喜昭   | 3:27 |
| 2.                                         | 「パジャマのままで」     | 古田喜昭 | 古田喜昭   | 3:22 |
| 合計時間:                                  | 合計時間:                | 6:49     |            |      |

## スタッフ
- ディレクター：足立仁[5]
- プロデューサー：平田久男

## 収録アルバム
- CREAMY TAKAKO（両曲とも、1984年8月25日）
- CREAMY TAKAKO SPECIAL（両曲とも、1985年6月25日）
- 魔法の天使クリィミーマミ  SONG BOOK・カーテンコール（両曲とも、1986年2月25日）
- アニメージュ・メモリアル・コレクション（両曲とも、1992年12月21日）
- アニメージュ 魔法少女コレクション（両曲とも、2013年8月7日）

## カヴァーしたアーティスト
デリケートに好きして
- 戴蘊慧 - 鄭國江の作詞による広東語のカバー。曲名は「我係小忌廉」。香港の無綫電視で放映された「魔法の天使クリィミーマミ」の広東語版の主題歌。コンピレーション・アルバム『成人兒歌』『卡通王国』に収録（1985年）
- 河井英里 - アルバム「アニマージュ1」に収録（2001年11月22日）[6]
- MUH〜 - アルバム「まぁまぁまぁ」に収録（2003年）
- 秋葉レイ - 音楽ゲーム「pop'n music 12 いろは」、アルバム「pop'n music 12 いろは AC ♥ CS pop'n music 10」に収録（2004年）
- 浜田翔子 - シングル「コスプレ☆トランス 歌いましょーこ」に収録（2006年）
- こやまきみこ（仙童紫） - アニメ「ロザリオとバンパイア」キャラクターソングシングルに収録（2008年）
- AYUSE KOZUE  - 限定盤「Apple Pie」に収録（2009年）
- misono - アルバム「カバALBUM」に他のアニメソングとのメドレー形式で収録 （2009年）
- たかはし智秋・今井麻美 - アルバム『THE IDOLM@STER RADIO 歌道場』収録（2009年）
- 篠原ともえ×CHRISTOPHER JUST - コンピレーションアルバム「キラキラ♡魔女っ娘♡cluv」に篠原ともえ自身のアレンジによるバージョンと共に収録（2010年2月10日）[7]
- 後藤邑子  - カバーアルバム「ごとそん」に収録（2010年）
- 丹下桜（小早川凛子）  - カバーアルバム『歌う♪ラブプラス』に収録（2011年）
- 井上麻里奈 - 「魔法の天使クリィミーマミ 公式トリビュートアルバム」に収録（2011年2月9日）
- 真木碧 - 「魔女っこdisco」に収録（2011年4月13日）[8]
- 野水伊織 - テレビアニメ『えびてん 公立海老栖川高校天悶部』第2話ED（2012年）[9]
- 新井ひとみ - CDシングル、CD+DVD+VR+グッズをパッケージにした「ひとみ全部BOX」にてリリースしている。（2019年）

パジャマのままで
- 遠藤綾 - 「魔法の天使クリィミーマミ 公式トリビュートアルバム」に収録（2011年2月9日）